# Antonio Maria Abbatini
Antonio Maria Abbatini (Città di Castello, 26 de janeiro de 1595 ou 1600 — agosto de 1679) foi um conhecido maestro e famoso compositor italiano. Deu a forma de canto gregoriano aos hinos da Igreja no ano de 1634 e deixou grande número de composições de música religiosa.
Foi maestro di cappella da Arquibasílica de São João de Latrão, em Roma, de 1626 a 1628; da  catedral de Orvieto, em 1633, e  de Santa Maria Maggiore em Roma, de 1640 a 1646, de 1649 a  1657 e de 1672 a 1677. Foi um prolífico compositor de  música sacra e publicou três livros de missas, quatro livros de salmos, várias antífonas (1630, 1638, 1677), cinco livros de motetos (1635) e uma cantata dramática, Il Pianto di Rodomonte (1633). Também colaborou com Athanasius Kircher na Musurgia Universalis.
Além disso, produziu três óperas: Dal male il bene (Roma, 1654; em colaboração com  Marco Marazzoli), que foi uma das primeiras óperas cômicas; Ione (Vienna, 1666) e La comica del cielo, também chamada La Baltasara (Rome, 1668).
Antonio Cesti foi um de seus alunos.